# Sarathi
Sarathi, también llamado Kadali Jaya Sarathi, (26 de junio de 1942-1 de agosto de 2022) fue un actor cómico indio de la industria cinematográfica telugu. 

## Biografía
Apareció en Manavuri Pandavulu, Bobilli Brahmanna, Driver Ramudu, Bakta Kannappa y Jaganmohini. 
Sarathi murió el 1 de agosto de 2022, a la edad de ochenta años.

## Filmografía
- Velugu Needalu en 1961
- Paramanandayya Shishyula Katha en 1966
- Brahmachari en 1968
- Sukha Dukhalu en 1968
- Bhale Rangadu en 1969
- Gandikota Rahasyam en 1969
- Aggi Veerudu en 1969 como pescador
- Collector Janaki en 1972
- Bangaru Babu en 1973
- Tatamma Kala en 1974
- Manchi Manushulu en 1974
- Bhakta Kannappa en 1976
- Edureeta en 1977
- Chiranjeevi Rambabu en 1977 as Singaram
- Raja Ramesh en 1977
- Chanakya Chandragupta en 1977
- Amara Deepam en 1977
- Aalu Magalu en 1977
- Jaganmohini en 1978
- Manavuri Pandavulu en 1978
- Sommokadidhi Sokokadidhi en 1978
- Driver Ramudu en 1979
- Gandharva Kanya en 1979
- Mosagadu en 1980
- Gopala Rao Gari Ammayi en 1980
- Kottapeta Rowdy en 1980
- Mama Allulla Saval en 1980
- Babulugaadi Debba en 1981
- Taxi Driver en 1981
- Guvvala Janta en 1981
- Kaliyuga Ramudu en 1982
- Madhura Swapnam en 1982
- Pagabattina Simham en 1982
- Jaggu en 1982
- Dharma Poratam en 1983 como Dr. S. Apparao
- Gudachari No.1 en 1983
- Shakthi en 1983
- Bobbili Brahmanna en 1984
- Intiguttu en 1984
- Sangeeta Samrat en 1984
- Aggiraju en 1985[3]
- Gola Nagamma
- Chattamtho Porattam en 1985
- Jayam Manade en 1986
- Simha Swapnam en 1989
- Yamudannaki Mogudu en 1992
- Hello Alludu en 1994 como Doctor